# Woody Allen
Woody Allen, született Allan Stewart Konigsberg (New York, 1935. november 30. –) amerikai író, színész, humorista, Oscar-díjas filmrendező és filmproducer.

## Élete
Woody Allen amerikai zsidó családba született. Szülei, Martin Konigsberg és Nettea Cherrie, és húga, Letty, Flatbushban éltek, Brooklynban. Felmenőik Oroszországból és Ausztriából vándoroltak Amerikába. Héber iskolában tanult hét éven keresztül, majd átiratkozott a Midwood High állami iskolába. A beceneve „Vörös” volt, hajszíne okán. Hogy pénzt szerezzen, elkezdett poénokat írni David O. Alber ügynöknek, aki ezeket eladta egy újságnak. Woody Allen első publikált vicce az „I'm at two with Nature” volt. 16 évesen kezdett szövegeket írni előadóművészeknek, és ekkor használta először a Woody Allen nevet.
A gimnázium után beiratkozott a New York-i egyetemre, ahol kommunikációt és filmművészetet hallgatott. Nem sokat járt be órákra, első filmes vizsgáján megbukott. Az egyetemet otthagyta, és később a City College of New Yorkban fejezte be tanulmányait.
19 évesen darabokat kezdett írni a The Ed Sullivan Show-nak, a The Tonight Show-nak, Sid Caesarnak, Art Carney-nak és másoknak. 1957-ben nyerte el az első Emmy-díját. Bob Hope, az ismert komikus szövegírója is lett.
Prózákat és darabokat kezdett írni 1960-ban, és egy új műfajjal, a stand-up comedyvel próbálkozott, valamint ötletgyártó volt a kandi kamera televíziós show műfajában. 1961-ben úgy döntött, maga is elő tudja adni saját szerzeményeit, s hamarosan népszerű alakja lett a Greenwich Village-i kluboknak és egyetemi campusoknak. 1965-ben Clive Donner rendező felkérte a Mi újság, cicababa? című film forgatókönyvének megírására, amelyben egy kisebb szerepet is eljátszott. Ennek sikere után Woody Allen maga is megpróbálkozott a rendezéssel, újravágott egy alacsony költségvetésű japán kémthrillert, amelyben amerikai színészek szinkronizálták a japánokat. A végeredmény a What's Up, Tiger Lily? lett, mely 1966-ban pozitív fogadtatásban részesült, akárcsak egy évvel később a Casino Royale című James Bond-paródia, amelynek a forgatókönyvét írta, valamint szerepelt is benne. David Niven alakította Sir James Bondot, a koros 007-es ügynököt, Woody kettős szerepet játszott: Jimmy Bond volt, a habókos unokaöcs, és egy titkos szervezet ütődött feje. Aztán tényleg rendezett, a Fogd a pénzt és fuss! című krimivígjáték/áldokumentumfilm forgatókönyvét írta, s övé volt a főszerep is, Virgil Starkwell – a kétbalkezes, megrögzött tolvaj élettörténete megnevettette nézőit.
Ezt a mozit számos vígjáték követte, többek között a Banánköztársaság, az Amit tudni akarsz a szexről... – ennek zárótörténetében Woody Allen egy, a versenyben lemaradt spermiumot alakított. Majd a Hétalvó rendezője, forgatókönyvírója, zeneszerzője és főszereplője volt. Miles Monroe-t játszotta, egy Greenwich Village-i bioélelmiszerbolt-tulajdonost, akit 1973-ban vakbéllel operálnak, ám a műtét nem sikerül, ezért az orvosok lefagyasztják a pácienst, aki kétszáz évvel később ébred fel. Az igazi áttörést az 1977-es Annie Hall című filmje jelentette, amelyért George Lucas és Steven Spielberg elől elvitte a legjobb rendezőnek járó Oscar-díjat. A történet egy neurotikus, bizonytalan komédiaszerzőről szól, Alvy Singerről, aki őrülten beleszeret egy énekesnőnek készülő lányba, Annie Hallba. Őt Diane Keaton alakította, aki szintén Oscar-díjat kapott.

### Magánélete
Első felesége Harlene Rosen volt, majd 1966-ban elvette Louise Lasser színésznőt, aki számos korai filmjében is feltűnt. 1969-ben elváltak, majd Woody Allen évekig élt együtt Diane Keatonnal, később pedig Mia Farrow-val, akitől fia is született. Mia Farrow megvádolta azzal, hogy örökbefogadott gyermekei közül a még középiskolás Soon-Yivel, sőt, másik örökbefogadott kislányával, Dylannel is szexuális kapcsolatba került. A botrány 1992-ben robbant ki, majd a Mia Farrow-val közösen nevelt gyerekek elhelyezését és láthatását eldöntő, éveken át tartó pereskedés következett. Az ebben a perben végül megszületett 1993. június 7-i legfelsőbb bírósági határozat szerint Woody Allen „…önteltsége, ítélőképességének hiánya, elszánt támadása és ezzel minden eddig okozott seb elmélyítése okot ad rá, hogy további kapcsolatot a gyermekekkel csak szigorú felügyelet mellett tarthasson”. Mia Farrow vádjai alapján Woodyt sosem helyezték vád alá, a vádak nem bizonyultak megalapozottnak. Végül Woody Allen 1997-ben feleségül vette Soon-Yit, két gyermeket nevelnek, s most boldogan élnek. Woody Allen hétfőnként Eddie Davis New Orleans Jazz Bandjével klarinéton játszik a New York-i Carlyle kávéházban. Vele és zenekarával a magyar rajongók is találkozhattak, amikor 2007 legvégén Budapestre látogatott, hogy koncertet adjon a Papp László Sportarénában.

## Filmtémái
A saját maga által írt filmjeiben gyakran visszatérő témák: szerelem, emberi kapcsolatok, szex, az élet értelme, halál, depresszió, zsidóellenesség, amerikai értelmiségi réteg, művészek.
Gyakran találkozhatunk életrajzi ihletésű szereplőkkel, például a Holly Woody történetben egy rendezőt játszik, az Annie Hallban egy humoristát, míg a Manhattanben egy írót. Gyakran alakította valódi élettársa, Diane Keaton a filmbéli szeretőit.

## Filmográfia

### Nagyjátékfilmek
Legtöbb filmjében az amerikai színész hangját Kern András kölcsönözte, aki Woody Allen állandó és jellegzetes szinkronhangjává vált. Kerekes József és Háda János nyolc, illetve négy alkalommal volt Allen magyar hangja.
| Év   | Magyar cím                       | Eredeti cím                                    | Feladatkör | Feladatkör        | Feladatkör | Szerep                     | Magyar hang       |
| Év   | Magyar cím                       | Eredeti cím                                    | Rendező    | Író               | Színész    | Szerep                     | Magyar hang       |
| ---- | -------------------------------- | ---------------------------------------------- | ---------- | ----------------- | ---------- | -------------------------- | ----------------- |
| 1965 | Mi újság, cicamica?              | What's New Pussycat?                           | Nem        | Igen              | Igen       | Victor Shakapopulis        | Kern András       |
| 1965 | Mi újság, cicamica?              | What's New Pussycat?                           | Nem        | Igen              | Igen       | Victor Shakapopulis        | Kern András       |
| 1965 | Mi újság, cicamica?              | What's New Pussycat?                           | Nem        | Igen              | Igen       | Victor Shakapopulis        | Szokol Péter      |
| 1966 | Mi újság, Tiger Lily?            | What's Up, Tiger Lily?                         | Igen       | Igen              | Igen       | önmaga / több hang         |                   |
| 1967 | Casino Royale                    | Casino Royale                                  | Nem        | Nem               | Igen       | Dr. Noah / Jimmy Bond      | Seszták Szabolcs  |
| 1969 |                                  | Don't Drink the Water                          | Nem        | Igen              | Nem        |                            |                   |
| 1969 | Fogd a pénzt és fuss!            | Take the Money and Run                         | Igen       | Igen              | Igen       | Virgil Starkwell           | Kern András       |
| 1971 | Banánköztársaság                 | Bananas                                        | Igen       | Igen              | Igen       | Fielding Mellish           | Karácsonyi Zoltán |
| 1971 | Banánköztársaság                 | Bananas                                        | Igen       | Igen              | Igen       | Fielding Mellish           | Szokol Péter      |
| 1972 | Játszd újra, Sam!                | Play It Again, Sam                             | Nem        | Igen              | Igen       | Allan Felix                | Zana József       |
| 1972 | Játszd újra, Sam!                | Play It Again, Sam                             | Nem        | Igen              | Igen       | Allan Felix                | Kerekes József    |
| 1972 | Amit tudni akarsz a szexről…     | Everything You Always Wanted to Know About Sex | Igen       | Igen              | Igen       | Victor / Sperma / Bolond   | Kern András       |
| 1972 | Amit tudni akarsz a szexről…     | Everything You Always Wanted to Know About Sex | Igen       | Igen              | Igen       | Victor / Sperma / Bolond   | Szokol Péter      |
| 1972 | Amit tudni akarsz a szexről…     | Everything You Always Wanted to Know About Sex | Igen       | Igen              | Igen       | Fabrizio                   | eredeti nyelven   |
| 1972 | Amit tudni akarsz a szexről…     | Everything You Always Wanted to Know About Sex | Igen       | Igen              | Igen       | Fabrizio                   | Szokol Péter      |
| 1973 | Hétalvó                          | Sleeper                                        | Igen       | Igen              | Igen       | Miles Monroe               | Kerekes József    |
| 1975 | Szerelem és halál                | Love and Death                                 | Igen       | Igen              | Igen       | Borisz Grusenko            | Kerekes József    |
| 1976 | A jó nevű senki, avagy a stróman | The Front                                      | Nem        | Nem               | Igen       | Howard Prince              | Kern András       |
| 1977 | Annie Hall                       | Annie Hall                                     | Igen       | Igen              | Igen       | Alvy Singer                | Kern András       |
| 1978 | Vívódások (Belső terek)          | Interiors                                      | Igen       | Igen              | Nem        |                            |                   |
| 1979 | Manhattan                        | Manhattan                                      | Igen       | Igen              | Igen       | Isaac Davis                | Kern András       |
| 1979 | Manhattan                        | Manhattan                                      | Igen       | Igen              | Igen       | Isaac Davis                | Kern András       |
| 1980 | Csillagporos emlékek             | Stardust Memories                              | Igen       | Igen              | Igen       | Sandy Bates                | Kern András       |
| 1980 | Csillagporos emlékek             | Stardust Memories                              | Igen       | Igen              | Igen       | Sandy Bates                | Szokol Péter      |
| 1982 | Szentivánéji szexkomédia         | A Midsummer Night's Sex Comedy                 | Igen       | Igen              | Igen       | Andrew                     | Kern András       |
| 1982 | Szentivánéji szexkomédia         | A Midsummer Night's Sex Comedy                 | Igen       | Igen              | Igen       | Andrew                     | Kerekes József    |
| 1983 | Zelig                            | Zelig                                          | Igen       | Igen              | Igen       | Leonard Zelig              |                   |
| 1984 | Broadway Danny Rose              | Broadway Danny Rose                            | Igen       | Igen              | Igen       | Danny Rose                 | Kern András       |
| 1985 | Kairó bíbor rózsája              | The Purple Rose of Cairo                       | Igen       | Igen              | Nem        |                            |                   |
| 1986 | Hannah és nővérei                | Hannah and Her Sisters                         | Igen       | Igen              | Igen       | Mickey Sachs               | Kern András       |
| 1986 | Hannah és nővérei                | Hannah and Her Sisters                         | Igen       | Igen              | Igen       | Mickey Sachs               | Kern András       |
| 1987 | A rádió aranykora                | Radio Days                                     | Igen       | Igen              | Igen       | narrátor (hangja)          | Kern András       |
| 1987 | Szeptember                       | September                                      | Igen       | Igen              | Nem        |                            |                   |
| 1987 | Lear király                      | King Lear                                      | Nem        | Nem               | Igen       | Mr. Alien                  |                   |
| 1988 | Egy másik asszony                | Another Woman                                  | Igen       | Igen              | Nem        |                            |                   |
| 1989 | New York-i történetek            | New York Stories                               | Igen       | Igen              | Igen       | Sheldon Mills              | Kern András       |
| 1989 | Bűnök és vétkek                  | Crimes and Misdemeanors                        | Igen       | Igen              | Igen       | Cliff Stern                | Kerekes József    |
| 1989 | Bűnök és vétkek                  | Crimes and Misdemeanors                        | Igen       | Igen              | Igen       | Cliff Stern                | Kern András       |
| 1990 | Alice                            | Alice                                          | Igen       | Igen              | Nem        |                            |                   |
| 1991 | Árnyak és köd                    | Shadows and Fog                                | Igen       | Igen              | Igen       | Kleinman                   | Leisen Antal      |
| 1991 | Árnyak és köd                    | Shadows and Fog                                | Igen       | Igen              | Igen       | Kleinman                   | Kern András       |
| 1991 | Árnyak és köd                    | Shadows and Fog                                | Igen       | Igen              | Igen       | Kleinman                   | Berzsenyi Zoltán  |
| 1991 | Jelenetek egy áruházból          | Scenes from a Mall                             | Nem        | Nem               | Igen       | Nick Fifer                 | Kerekes József    |
| 1992 | Férjek és feleségek              | Husbands and Wives                             | Igen       | Igen              | Igen       | Gabe Roth                  | Varga T. József   |
| 1993 | Rejtélyes manhattani haláleset   | Manhattan Murder Mystery                       | Igen       | Igen              | Igen       | Larry Lipton               | Háda János        |
| 1994 | Lövések a Broadwayn              | Bullets Over Broadway                          | Igen       | Igen              | Nem        |                            |                   |
| 1995 | Hatalmas Aphrodité               | Mighty Aphrodite                               | Igen       | Igen              | Igen       | Lenny Weinrib              | Kern András       |
| 1996 | A varázsige: I love you          | Everyone Says I Love You                       | Igen       | Igen              | Igen       | Joe Berlin                 | Pálfai Péter      |
| 1997 | Agyament Harry                   | Deconstructing Harry                           | Igen       | Igen              | Igen       | Harry Block                | Pálfai Péter      |
| 1997 | Agyament Harry                   | Deconstructing Harry                           | Igen       | Igen              | Igen       | Harry Block                | Kern András       |
| 1998 | Sztárral szemben                 | Celebrity                                      | Igen       | Igen              | Nem        |                            |                   |
| 1998 | Hajó, ha nem jó                  | The Impostors                                  | Nem        | Nem               | Igen       | meghallgatás vezetője      | Háda János        |
| 1998 | Z, a hangya                      | Antz                                           | Nem        | Nincs feltüntetve | Igen       | Z Marion-4195 "Z" (hangja) | Kerekes József    |
| 1999 | A világ második legjobb gitárosa | Sweet and Lowdown                              | Igen       | Igen              | Igen       | önmaga                     | Kern András       |
| 2000 | Süti, nem süti                   | Small Time Crooks                              | Igen       | Igen              | Igen       | Ray                        | Háda János        |
| 2000 | Süti, nem süti                   | Small Time Crooks                              | Igen       | Igen              | Igen       | Ray                        | Kern András       |
| 2000 | Botcsinálta ügynök               | Company Man                                    | Nem        | Nem               | Igen       | amerikai nagykövet         |                   |
| 2001 | A jade skorpió átka              | The Curse of the Jade Scorpion                 | Igen       | Igen              | Igen       | C.W. Briggs                | Kern András       |
| 2002 | Hollywoody történet              | Hollywood Ending                               | Igen       | Igen              | Igen       | Val Waxman                 | Kern András       |
| 2003 | Csak az a szex                   | Anything Else                                  | Igen       | Igen              | Igen       | David Dobel                | Kern András       |
| 2004 | Melinda és Melinda               | Melinda and Melinda                            | Igen       | Igen              | Nem        |                            |                   |
| 2005 | Match Point                      | Match Point                                    | Igen       | Igen              | Nem        |                            |                   |
| 2006 | Füles                            | Scoop                                          | Igen       | Igen              | Igen       | Sid Waterman               | Szombathy Gyula   |
| 2007 | Kasszandra álma                  | Cassandra's Dream                              | Igen       | Igen              | Nem        |                            |                   |
| 2008 | Vicky Cristina Barcelona         | Vicky Cristina Barcelona                       | Igen       | Igen              | Nem        |                            |                   |
| 2009 | Bármi megteszi                   | Whatever Works                                 | Igen       | Igen              | Nem        |                            |                   |
| 2010 | Férfit látok álmaidban           | You Will Meet a Tall Dark Stranger             | Igen       | Igen              | Nem        |                            |                   |
| 2011 | Éjfélkor Párizsban               | Midnight in Paris                              | Igen       | Igen              | Nem        |                            |                   |
| 2012 | Párizs-Manhattan                 | Paris Manhattan                                | Nem        | Nem               | Igen       | önmaga                     |                   |
| 2012 | Rómának szeretettel              | To Rome with Love                              | Igen       | Igen              | Igen       | Jerry                      | Szacsvay László   |
| 2013 | Blue Jasmine                     | Blue Jasmine                                   | Igen       | Igen              | Nem        |                            |                   |
| 2013 | Bérgavallér                      | Fading Gigolo                                  | Nem        | Nem               | Igen       | Murray                     | Szacsvay László   |
| 2014 | Káprázatos holdvilág             | Magic in the Moonlight                         | Igen       | Igen              | Nem        |                            |                   |
| 2015 | Abszurd alak                     | Irrational Man                                 | Igen       | Igen              | Nem        |                            |                   |
| 2016 | Café Society                     | Café Society                                   | Igen       | Igen              | Igen       | narrátor (hangja)          | Papp János        |
| 2017 | Wonder Wheel – Az óriáskerék     | Wonder Wheel                                   | Igen       | Igen              | Nem        |                            |                   |
| 2019 | Egy esős nap New Yorkban         | A Rainy Day in New York                        | Igen       | Igen              | Nem        |                            |                   |
| 2020 | Rifkin fesztiválja               | Rifkin's Festival                              | Igen       | Igen              | Nem        |                            |                   |
| 2023 |                                  | Coup de chance                                 | Igen       | Igen              | Nem        |                            |                   |

## Irodalmi művek

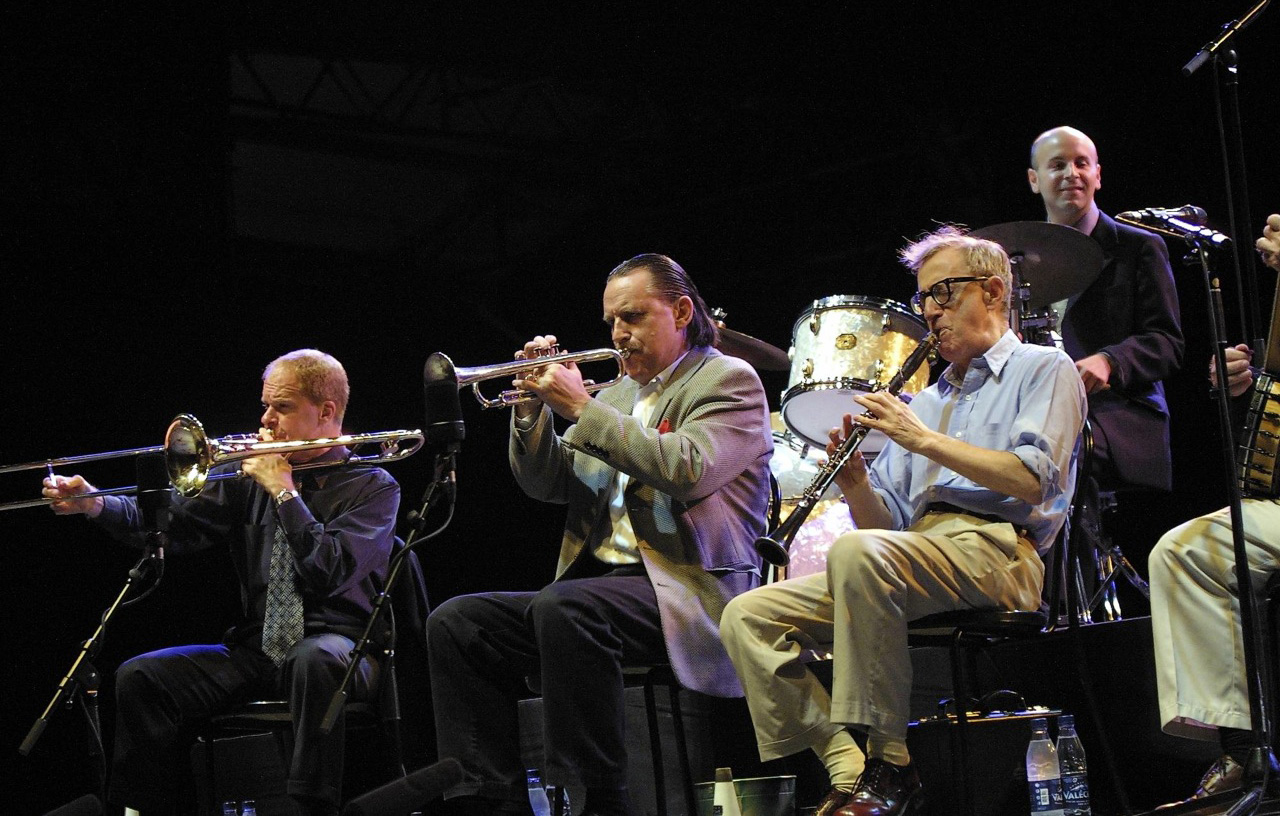
Woody Allen, Jerry Zigmont és Simon Wettenhall a Vienne Jazz Festivalon

### Angolul
- Don't Drink The Water (1967)
- Play It Again, Sam (1969)
- Getting Even (1971)
- Death (1975)
- God (1975)
- Without Feathers (1975)
- Side Effects (1981)
- The Floating Light Bulb (1982)
- Hannah And Her Sisters (1987)
- The complete prose (1994)

### Magyarul
- Lelki jelenségek vizsgálata; vál. László Zsófia, ford. Békés Pál, Dezsényi Katalin, László Zsófia, ill. Tettamanti Béla; Európa, Bp., 1984 (Vidám könyvek) ISBN 963-07-3632-2
- A szendvics feltalálása; ford. Hideg János; Háttér, Bp., 1993, ISBN 963-7455-73-6
- Na, ennyit erről; ford. Békés Pál et al.; Cartaphilus, Bp., 2008, ISBN 9632660110
- Mellékhatások; ford. Békés Pál et al.; Cartaphilus, Bp., 2008, ISBN 978-963-266-010-3
- Tollatlan jószág; ford. Békés Pál et al.; Cartaphilus, Bp., 2008, ISBN 978-963-266-009-7
- Kész anarchia; ford. Greskovits Endre; Cartaphilus, Bp., 2008, ISBN 9789632660585
- Woody Allen–Marshall Brickman: Annie Hall. Forgatókönyv; ford. Polyák Béla; Cartaphilus, Bp., 2010 (Cartaphilus forgatókönyvek)
- Woody – Allenről. Beszélgetések Stig Björkmannal; ford. Hungler Tímea; Európa, Bp., 2010
- Mellékhatások / Kész anarchia; ford. Békés Pál et al.; Trubadúr, Bp., 2016
- Na, ennyit erről / Tollatlan jószág; ford. Békés Pál et al.; Trubadúr, Bp., 2016
- Apropó nélkül. Önéletrajz; ford. Dési András György; Jaffa, Bp., 2020
- Súlytalanság; ford. Bajtai Zoltán; Trubadúr, Bp., 2023

## Díjai és jelölései
Velencei Nemzetközi Filmfesztivál
- 1995 díj: életműdíj

David di Donatello-díj
- 1990 díj: legjobb forgatókönyvíró – Bűnök és vétkek

BAFTA-díj
- 1993 díj: legjobb eredeti forgatókönyv – Férjek és feleségek
- 1987 díj: legjobb eredeti forgatókönyv – Hannah és nővérei
- 1987 díj: legjobb rendező – Hannah és nővérei
- 1985 díj: legjobb forgatókönyv – Broadway Danny Rose
- 1980 díj: legjobb forgatókönyv – Manhattan
- 1978 díj: legjobb forgatókönyv – Annie Hall
- 1978 díj: legjobb rendező – Annie Hall
- 2014 jelölés: legjobb eredeti forgatókönyv – Blue Jasmine
- 1991 jelölés: legjobb film – Bűnök és vétkek
- 1991 jelölés: legjobb rendező – Bűnök és vétkek
- 1991 jelölés: legjobb eredeti forgatókönyv – Bűnök és vétkek
- 1988 jelölés: legjobb film – A rádió aranykora
- 1988 jelölés: legjobb eredeti forgatókönyv – A rádió aranykora
- 1987 jelölés: legjobb film – Hannah és nővérei
- 1978 jelölés: legjobb rendező – Annie Hall
- 1978 jelölés: legjobb férfi főszereplő – Annie Hall

Oscar-díj
- 2014 jelölés: legjobb eredeti forgatókönyv – Blue Jasmine
- 2012 díj: legjobb eredeti forgatókönyv – Éjfélkor Párizsban
- 2012 jelölés: legjobb rendező – Éjfélkor Párizsban
- 2006 jelölés: legjobb eredeti forgatókönyv – Match Point
- 1998 jelölés: legjobb eredeti forgatókönyv – Agyament Harry
- 1996 jelölés: legjobb eredeti forgatókönyv – Hatalmas Aphrodité
- 1995 jelölés: legjobb rendező – Lövések a Broadwayn
- 1995 jelölés: legjobb eredeti forgatókönyv – Lövések a Broadwayn
- 1993 jelölés: legjobb eredeti forgatókönyv – Férjek és feleségek
- 1991 jelölés: legjobb eredeti forgatókönyv – Alice
- 1990 jelölés: legjobb eredeti forgatókönyv – Bűnök és vétkek
- 1990 jelölés: legjobb rendező – Bűnök és vétkek
- 1988 jelölés: legjobb eredeti forgatókönyv – A rádió aranykora
- 1987 jelölés: legjobb rendező – Hannah és nővérei
- 1987 díj: legjobb eredeti forgatókönyv – Hannah és nővérei
- 1986 jelölés: legjobb eredeti forgatókönyv – Kairó bíbor rózsája
- 1985 jelölés: legjobb eredeti forgatókönyv – Broadway Danny Rose
- 1985 jelölés: legjobb rendező (Broadway Danny Rose)
- 1980 jelölés: legjobb eredeti forgatókönyv – Manhattan
- 1979 jelölés: legjobb rendező – Szobabelsők
- 1979 jelölés: legjobb eredeti forgatókönyv – Belső terek
- 1978 jelölés: legjobb színész – Annie Hall
- 1978 díj: legjobb rendező – Annie Hall
- 1978 díj: legjobb eredeti forgatókönyv – Annie Hall

Golden Globe-díj
- 1978 jelölés: legjobb forgatókönyv – Annie Hall
- 1978 jelölés: legjobb rendező – Annie Hall
- 1978 jelölés: legjobb vígjáték vagy musical színész – Annie Hall
- 1979 jelölés: legjobb forgatókönyv – Belső terek
- 1979 jelölés: legjobb rendező – Belső terek
- 1984 jelölés: legjobb vígjáték vagy musical színész – Zelig
- 1986 díj: legjobb forgatókönyv – Kairó bíbor rózsája
- 1987 jelölés: legjobb forgatókönyv – Hannah és nővérei
- 1987 jelölés: legjobb rendező – Hannah és nővérei
- 2006 jelölés: legjobb forgatókönyv – Match Point
- 2006 jelölés: legjobb rendező – Match Point

César-díj
- 1980 díj: legjobb idegen nyelvű film – Manhattan
- 1987 jelölés: legjobb idegen nyelvű film – Hannah és nővérei
- 1992 díj: legjobb idegen nyelvű – Alice
- 1998 díj: legjobb idegen nyelvű film – A varázsige: I Love You

Berlini Nemzetközi Filmfesztivál
- 1975 jelölés: Arany Medve – Szerelem és halál

O. Henry-díj
- 1978 díj: O. Henry-díj "A Kugelmass Episode", The New Yorker , 1977. május 2.

Sylvania-díj
- 1957 díj: Sylvania-díj

### Életrajzok magyar nyelven
- Douglas Brode: Woody Allen; ford. Hernádi Miklós; Helikon, Bp., 1989, ISBN 963-207-967-1
- Giannalberto Bendazzi: Woody. A művész, a botrányhős; Alexandra, Pécs, 1994, ISBN 963-8409-30-4
- Tim Carroll: Woody Allen és női; ford. M. Szabó Csilla; Delej, Bp., 1995 ISBN 963-7696-46-6
- Stephan Reimertz: Analízis macskagyökérrel. Woody Allen; ford. Dankó Zoltán; Háttér Kiadó, Bp., 2006 (Háttér kismonográfiák) ISBN 963-9365-51-3
- Jason Bailey: Minden, ami Woody Allen (The ultimate Woody Allen film companion); ford. Nagy Mónika Zsuzsanna; Kossuth, Bp., 2016